# Nephthea compacta
Nephthea compacta is een zachte koraalsoort uit de familie Nephtheidae. De koraalsoort komt uit het geslacht Nephthea. Nephthea compacta werd in 1966 voor het eerst wetenschappelijk beschreven door Verseveldt. 